# Битка код Седла
Седло је планински вис у Босни, северозападно од Босанског Грахова, где је за време босанско-херцеговачког устанка 1877. дошло до одлучујућег сукоба између босанских устаника и Турака. Турска победа код Седла угушила је устанак српских кметова у Босни и припремила терен за аустроугарску окупацију Босне и Херцеговине.

## Позадина
Ступање кнежевине Србије у рат против Турске  позитивно је утицало на развој устанка српских кметова у Босни, који је тињао од лета 1875. У то време су први захтеви устаника за економско-социјалним ослобођењем превазиђени захтевом за политичком и националном слободом, чиме је устанак све више примао национални карактер. Тај захтев манифестовао се у прогласу устаничке Главне управе (Голуб Бабић, Илија Билбија и Тодор Сучевић) од 2. јула 1876, у којем је проглашено уједињење Босне са Кнежевином Србијом. Устаници Голуба Бабића су 9. јула освојили Саницу и Бравско, а 2-7. августа и Босанско Грахово. 
Тих дана команду над устаницима преузео је од Бабића пуковник Милета Деспотовић, који је дошао из Србије. Он је одмах приступио чвршћој организацији војске и завођењу дисциплине. Његови планови у Босни били су усмерени, најпре, на освајање градова, а затим и ширег одручја Босне на којем је требало успоставити српску власт. Под његовом командом концентрисане устаничке снаге напале су 23. августа на Оџак и сутрадан га освојиле, али је, на основу искуства из те борбе, пропала замисао о освајању градова, па су устаничке чете раздвојене и упућене да дејствују у разним правцима. 
Борбе су настављене јужно од Гламоча, све до зиме. Неуспехом српске војске и закључењем српско-турског примирја 1. новембра 1876, устанак у Босни је почео да јењава. Међу устаничким старешинама владала је неслога, која добија у 1877. све дубљи политички значај. Сукоб између Деспотовића и неких устаничких вођа слабио је оружану снагу устаника: уз Деспотовића није више била Главна управа, већ нека врста ратног већа, са врло малим овлашћењима. Истовремено, почела је да слаби и дисциплина.
После кризе коју је преживљавао устанак у јесен и зиму 1876-77, устаничке акције поново су оживеле у пролеће 1877. Главнина босанских устаничких снага (око 3.000 бораца), под командом српског пуковника Милете Деспотовића и истакнутог хајдучког харамбаше Голуба Бабића, налазила се у ширем рејону Тишковца и Црних Потока.
Србија, због војничких неуспеха и мира с Турском закљученог 28. фебруара 1877. није подржала устанак, а Аустро-Угарска је, пошто је у јануару са Русијом закључила тајни војни уговор и добила њену сагласност за предстојећу окупацију Босне и Херцеговине, заузела отворено непријатељски став према устаницима.

## Битка

### Супротстављене снаге
Угушење устанка Турци су поверили Исмет-паши Узуновићу. Пошто се споразумео са Аустро-Угарском да се у нападу на устанике користи њеном територијом, са око 20.000 добро наоружаних војника почео је 31. јула 1877 наступање из Ливна према Босанском Грахову и Црним Потоцима. Истовремено је из Бихаћа кренула помоћна колона јачине једног табора низама са јаким одредом босанског башибозука.
Пред надмоћним турским снагама, устаници су се поступно повлачили и прикупили у Црним потоцима. Голуб Бабић предложио је да се према Исмет-паши остави слабији застор (око 100 бораца), а главнина да се ноћу пробије у турску позадину и тамо настави дејства. Пуковник Деспотовић, не схватајући герилски начин вођења рата, одлучно се супротставио тој идеји и наредио да се Турци сачекају на Седлу, северозападно од Босанског Грахова. Положај од далматинске границе, преко Стојичевића брда до личке границе и планину Илицу устаници су организовали за одбрану, ископавши 13 редова ровова са вишекатну ватру.

### Турски напад са две стране
Пошто нису очекивали напад Турака с аустријске територије, устаници нису осигурали позадину, што је Исмет-паша искористио  и један свој одред пребацио преко аустроугарске територије, позади устаничког десног крила, где је остао скривен.
Ујутро 4. августа, Турци су, наступајући у 5 колона, напали устаничке положаје са босанске стране, али их нису могли пробити. Око 10 часова увели су у борбу и одред који се налазио позади устаничког десног крила, чиме је десни бок главнине устаничких снага откривен. Нашавши се под ударом с фронта и откривеног десног бока, устаници су се повукли на аустријску територију, где је знатан део разоружан, док се већина, деморалисана неуспехом, разишла с оружјем.

## Последице
Пуковник Деспотовић се са делом устаника неко време крио у личким планинама, али су их Аустријанци ускоро ухватили и интернирали, док се Голуб Бабић са мањом групом устаника одржао у Лици неколико дана, а затим се пребацио на турску територију у Босни, у покушају да обнови устанак. Његова група остала је усамљена војнички и политички, а сва настојања да добије помоћ од Србије и Русије остала су без резултата. Упркос овим покушајима, поразом на Седлу, војнички је сломљен  трогодишњи устанак српских кметова у Босни.